# Dolní Lhota (Moravia-Slesia)
Dolní Lhota è un comune della Repubblica Ceca, situato nel distretto di Ostrava-město nella Regione di Moravia-Slesia.